# Gaspra (Crimea)
Gaspra (del ruso: Гаспра), en ucraniano: Гаспра, en tártaro de Crimea: Gaspra es una ciudad de Crimea situada en la costa sur de la península, a las orillas del mar Negro. Forma parte del municipio de Yalta, dentro de la República Autónoma de Crimea de Ucrania y reclamada por la República de Crimea en Rusia.
Está situada a 12 kilómetros de la capital Yalta.